# Willi Neuberger
Willi Neuberger (født 15. april 1946 i Klingenberg am Main, Tyskland) er en tidligere tysk fodboldspiller (forsvarer).
Han spillede gennem karrieren intet mindre end 520 kampe i Bundesligaen, fordelt på ophold hos Borussia Dortmund, Werder Bremen og Eintracht Frankfurt. Mest succesfuldt var hans ophold i Frankfurt, hvor han var med til at vinde to tyske pokaltitler og en udgave af UEFA Cuppen.
Neuberger spillede desuden to kampe for Vesttysklands landshold, som begge faldt i 1968.

## Titler
DFB-Pokal
- 1975 og 1981 med Eintracht Frankfurt

UEFA Cup
- 1980 med Eintracht Frankfurt